# La Danse du serpent
Pour plus de détails, voir Fiche technique et Distribution.
La Danse du serpent (Ceniza negra), présenté à la Semaine de la critique durant le Festival de Cannes 2019 sous le titre Cendre noire) est un film costaricien réalisé par Sofía Quirós Úbeda, sorti en 2019.

## Synopsis
Selva, 13 ans, doit s'occuper seule de son grand-père qui n'a plus le goût de vivre.

## Fiche technique
- Titre : La Danse du serpent
- Titre original : Ceniza negra
- Réalisation : Sofía Quirós Úbeda
- Scénario : Sofía Quirós Úbeda
- Musique : Wissam Hojeij
- Photographie : Francisca Saez Agurto
- Montage : Ariel Escalante
- Production : Mariana Murillo
- Société de production : Sputnik Films, Murillo Cine, La Post Producciones et Promenade Films
- Société de distribution : Eurozoom (France)
- Pays :  Costa Rica,  Argentine,  Chili et  France
- Genre : Drame
- Durée : 82 minutes
- Dates de sortie : 
  -  France : 19 mai 2019 (Festival de Cannes - Semaine de la critique), 4 mars 2020

## Distribution
- Smashleen Gutiérrez : Selva
- Humberto Samuels : Tata
- Hortensia Smith : Elena
- Keha Brown : Winter

## Accueil
- Première: [1]